# ديف ستيفنز
ديف ستيفنز (بالإنجليزية: Dave Stephens)‏ هو منافس ألعاب قوى أمريكي، ولد في 8 فبراير 1962.

## وصلات خارجية
- ديف ستيفنز على موقع الاتحاد الدولي لألعاب القوى (الإنجليزية)
- ديف ستيفنز على موقع أوليمبيديا (الإنجليزية)